# 哈拉尔德·楚尔·豪森
哈拉尔德·楚尔·豪森（德語：Harald zur Hausen，1936年3月11日—2023年5月28日），德國醫學科學家與榮譽退休教授，主要研究領域為病毒學，2008年諾貝爾生理學或醫學獎得主之一，其於1970年代研判人類乳突病毒很可能會是子宮頸癌的成因，經深入且細密、鍥而不捨的研究，終證實兩者間的直接關連性，讓病毒會是癌症成因，成為醫科學中新的學術理論。

## 生平
豪森生于1936年3月11日，是一位德国医学科学家和退休教授。青年时期目睹了战后德国的景象，对待生活十分认真。他专注于学业。虽然经历了20世纪60年代末期的享乐主义，但是他认为自己从来都不是嬉皮士。

他毕生精力用于研究乳头状瘤病毒。2008年，因为发现了乳头状瘤病毒是子宮頸癌的成因，而与另外两位法国科学家，弗朗索瓦絲·巴爾-西諾西和呂克·蒙塔尼获得诺贝尔生理及医学奖。

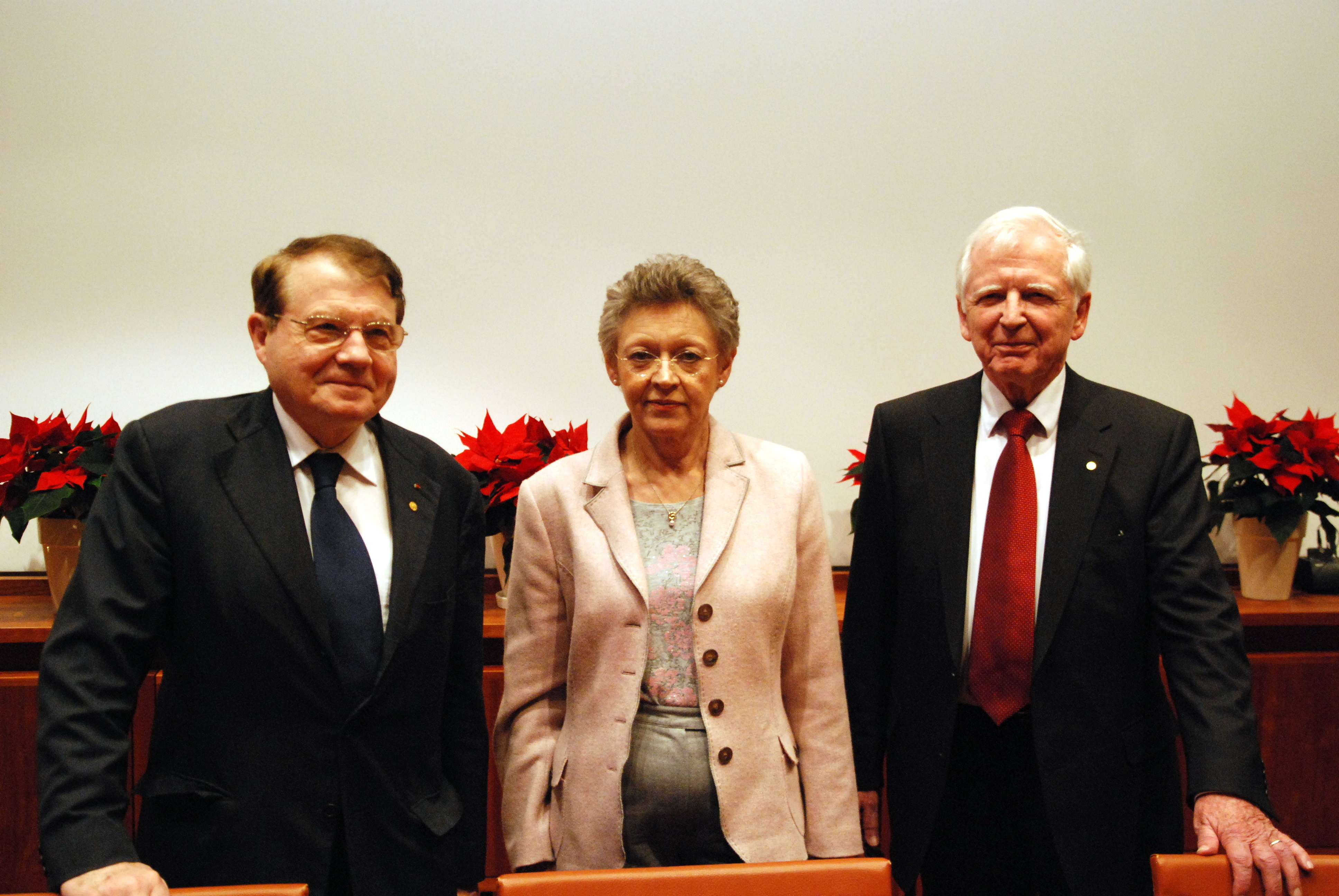
2008年與其他兩位諾貝爾生理及医学奖得主合照

楚尔·豪森在波恩大学、汉堡大学及杜塞尔多夫大学学习医学，并于1960年获得医学博士学位。两年后，他进入杜塞尔多夫大学微生物研究所担任科研助理。三年半后，在美国费城的儿童医院病毒实验室工作。随后成为宾夕法尼亚大学的助理教授。1969年，成为维尔茨堡大学教授，并在病毒学研究所工作。1972年，他执教埃尔朗根-纽伦堡大学，1977年在弗莱堡大学执掌教席。从1983年到2003年，楚尔担任位于海德堡的德国癌症研究中心（DKFZ,（页面存档备份，存于））主席。2003年3月正式退休。他也是國際癌症期刊（International Journal of Cancer）的主编。
在高雄醫學大學「2014傳染病與癌症國際研討會」上演講時，提出吃未熟牛肉易導致腸癌，常喝未高溫消毒牛奶易得乳癌，建議民眾注意。

## 荣誉

### 得獎
- 1975年，羅伯·柯霍獎
- 1986年，Charles S. Mott Prize（英语：Charles S. Mott Prize）
- 1994年，Paul-Ehrlich-und-Ludwig-Darmstaedter-Preis（德语：Paul-Ehrlich-und-Ludwig-Darmstaedter-Preis）
- 2000年，維爾茨堡大學菲爾紹獎
- 2002年，聖瑪利諾醫學獎
- 2004年，聯邦十字勳章
- 2006年，William B. Coley Award（英语：William B. Coley Award）在基礎與腫瘤免疫學有顯著貢獻（與共同獲獎）
- 2008年，蓋爾德納基金會國際獎
- 2008年，諾貝爾生理學或醫學獎

### 榮譽學位
- 美國芝加哥大學
- 瑞典于默奧大學
- 捷克布拉格查理大學
- 英格蘭索爾福德大學
- 芬蘭赫爾辛基大學
- 德國埃爾朗根-紐倫堡大學
- 澳门澳门科技大学

### 院士
- 2002年当选美国科学院医学研究所外籍院士